# منتخب سانت فينسنت والغرينادين لكرة السلة للسيدات
منتخب سانت فينسنت والغرينادين لكرة السلة للسيدات  هو ممثل سانت فينسنت والغرينادين الرسمي في المنافسات الدولية في كرة السلة للسيدات
.